# Frappes iraniennes du 8 janvier 2020 à al-Asad et Erbil
Cette page se comprend mieux après la lecture de crise américano-iranienne de 2019-2020 et assassinat de Qassem Soleimani.
Crise américano-iranienne de 2019-2020
Batailles
m
- 1er Incident du golfe d'Oman
- 2e Incident du golfe d'Oman
- Destruction d'un drone américain
- Attaque de la base aérienne K-1
- Attaque contre l'ambassade des États-Unis à Bagdad
- Assassinat de Qassem Soleimani
- Opération Martyr Soleimani
- Destruction du Vol PS752
- Attaques d'Erbil

- Attaque de la Tour 22
- Bombardements américains du 3 février 2024 en Irak et en Syrie

L'opération Martyr Soleimani (persan : عملیات شهید سلیمانی) est une attaque iranienne en réponse à l'assassinat du major général Qassem Soleimani par les États-Unis : le 8 janvier 2020, le Corps des Gardiens de la révolution islamique iranien a lancé une quinzaine de missiles balistiques sur la base aérienne d'Ayn al-Asad dans le gouvernorat d'Al Anbar, à l'ouest de l'Irak, ainsi que sur une autre base aérienne à Erbil, dans le Kurdistan irakien. L'Iran avait informé le gouvernement irakien avant l'attaque et l'information avait été transmise à l'armée américaine, qui ne compte que des blessés légers.
Une précédente attaque de représailles avait déjà eu lieu le 4 janvier, lorsque des roquettes et des mortiers avaient frappé la base aérienne de Balad (en) et la zone verte de Bagdad. Le soir du 8 janvier 2020, des roquettes Katioucha ont aussi été lancées, atteignant la zone verte.

## Contexte

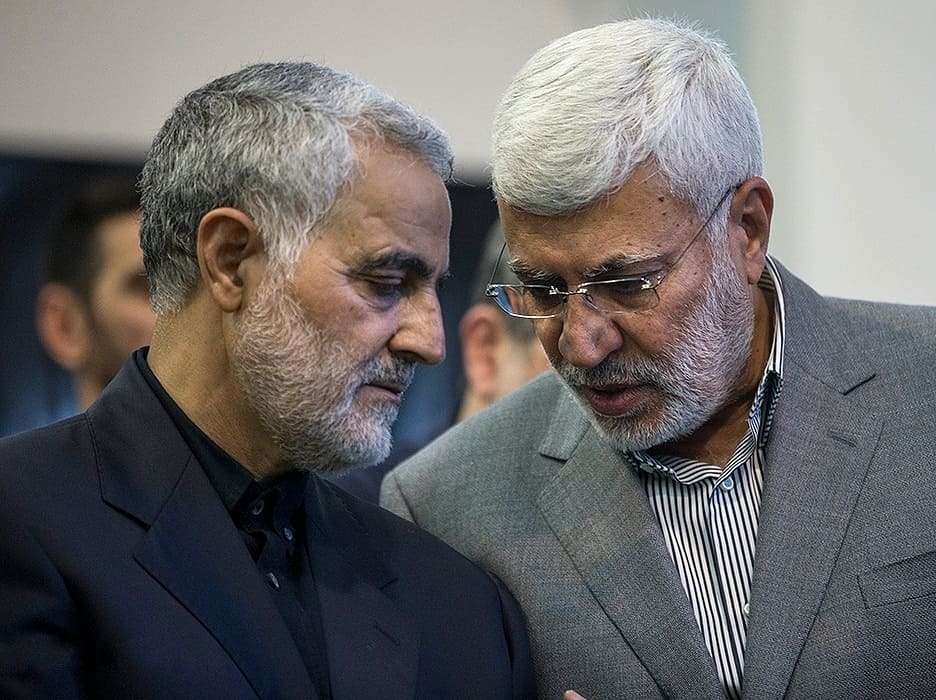
Qassem Soleimani et Abou Mehdi al-Mouhandis (le 5 novembre 2017).

Avant les attaques, des responsables iraniens avaient déclaré que l'Iran riposterait contre les forces américaines pour le meurtre du général Qassem Soleimani à Bagdad et d'Abou Mehdi al-Mouhandis le 3 janvier 2020. Le pays annonce également ne plus respecter l'accord de Vienne en reprenant l'enrichissement de l'uranium,. Selon les informations recueillies, à la suite de la frappe de Bagdad, les agences d'espionnage américaines ont détecté que les régiments de missiles balistiques iraniens étaient en état de préparation accrue, mais il n'était pas clair s'il s'agissait de mesures défensives ou d'une indication d'une future attaque contre les forces américaines. Le président américain Donald Trump avertit Téhéran que toutes représailles entraîneraient le ciblage par les États-Unis de 52 sites iraniens importants, y compris des sites culturels, une menace contrevenant aux traités internationaux de La Haye (1954) et de Genève et qui vaut au président Trump une prise de distance par son secrétaire à la Défense Mark Esper qui annonce « suivre les règles des conflits ».
Le 4 janvier 2020, des roquettes ont touché la base aérienne de Balad située près de Bagdad, des obus de mortiers ont également touché la zone verte de Bagdad. Les attaques n'ont fait ni victimes ni dégâts. Le 8 janvier, une autre attaque est portée dans la zone verte par un tir de Katioucha.
Selon le porte-parole du Premier ministre irakien, Adel Abdul Mahdi, le 8 janvier, peu après minuit, le Premier ministre avait reçu un message de l'Iran, indiquant que la réponse au meurtre du général Soleimani avait « commencé ou était sur le point de commencer ». L'Iran a également informé le Premier ministre que seuls les endroits où les troupes américaines sont stationnées seraient visés. Bien que les emplacements exacts des bases n'aient pas été divulgués, les responsables américains confirment que leurs troupes ont reçu un avertissement adéquat pour se mettre à l'abri de l'attaque.

## Attaque

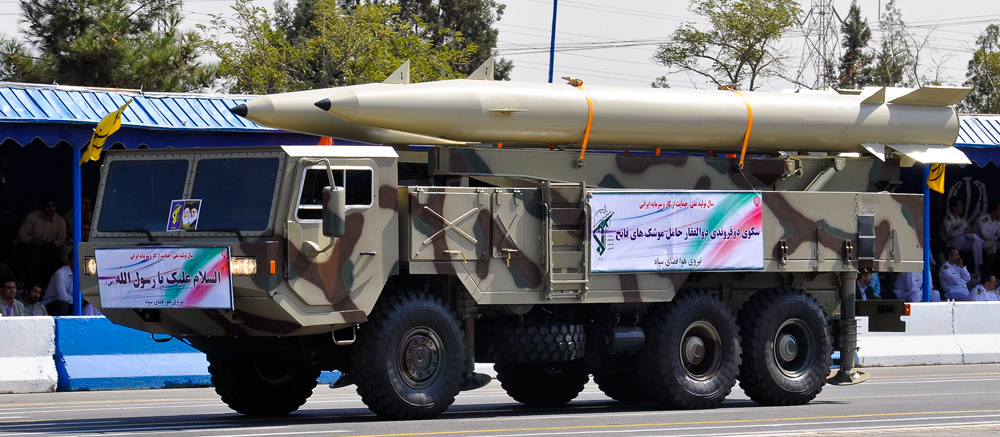
Missile Fateh-110.

Selon l'agence de presse des étudiants iraniens (ISNA), l'agence de presse publique du pays, l'Iran a tiré « des dizaines de missiles sol-sol » de type Fateh-110 et Qiam-1 sur la base et a revendiqué la responsabilité des attaques,. Selon une analyse de l'imagerie des frappes par la Fondation pour la Recherche Stratégique, les missiles seraient plutôt des Qiam-2 et des Fateh modifiés, de type Zulfiqar ou Fateh-313. Les attaques se sont déroulées en deux vagues, chacune à environ une heure d'intervalle. Le Corps des Gardiens de la révolution islamique a mis en œuvre l'attaque et annonce qu'elle avait été menée en réponse au meurtre de Soleimani. Le GRI affirme en outre que sa déclaration était destinée à servir d'avertissement et s'appliquait à tous les partenaires des États-Unis qui ont fourni leurs bases à ses forces armées.
Bien que le Pentagone conteste le nombre de missiles lancés, il a confirmé que les bases aériennes d'Ayn al-Asad et d'Erbil en Irak ont été touchées,. Un porte-parole militaire américain du United States Central Command déclare qu'un total de 15 missiles ont été tirés. Dix ont touché la base aérienne d'Ayn al-Asad, un a touché la base d'Erbil et quatre missiles ont échoué. D'autres sources ont confirmé que deux missiles balistiques ont visé Erbil : l'un a touché l'aéroport international d'Erbil et n'a pas explosé, l'autre a atterri à environ 35 kilomètres à l'ouest d'Erbil.
Selon l'armée irakienne, 22 missiles balistiques ont été tirés entre 1 h 45 du matin et 2 h 15, 17 vers la base d'Ayn al-Asad et cinq à Erbil,. Selon le Military Times, un commando américain a déclaré que la base aérienne d'al-Asad avait été durement touchée.
L'Agence de presse Fars a publié une vidéo de ce qu'elle prétend être l'attaque contre les forces militaires américaines en Irak.
Le ministre iranien des Affaires étrangères, Mohammad Javad Zarif, a déclaré que l'Iran visait symboliquement les bases qui ont lancé les attaques tandis qu'un porte-parole des Gardiens de la révolution a déclaré que le moment des frappes était venu à peu près au même moment où Soleimani était mort.

### Dommages causés
Sur la base d'al-Asad, les troupes suivaient déjà un confinement dans des « bunkers de l'époque de Saddam Hussein », excepté pour le personnel essentiel comme les pilotes des drones en patrouille, sept durant l'attaque parmi lesquels des General Atomics MQ-1C Grey Eagle, dont le contrôle a par ailleurs été perdu pendant quelques heures car les câbles de fibre optique joignant les cabines de pilotage aux antennes avaient été touchés,.
L'armée américaine a initialement estimé qu'il n'y avait pas eu de victimes américaines et le président Trump l'a confirmé par la suite,. De hauts responsables irakiens déclarent qu'il n'y avait ni victimes américaines ni irakiennes. Parmi les forces de la coalition présentes sur les deux bases, l'Australie, le Canada, le Danemark, la Finlande, la Lituanie et la Norvège ainsi que la Pologne, confirment que leur personnel était sain et sauf. La télévision iranienne affirme qu'il y avait 80 morts côté américain ainsi que des dommages aux hélicoptères et aux « équipements militaires » américains. Le 16 janvier, l'armée américaine fait finalement état de onze blessés légers à al-Asad, traités pour des commotions cérébrales liées aux explosions,. Le bilan est ensuite revu plusieurs fois à la hausse, passant à 34 blessés le 24 janvier, à 50 blessés le 29 janvier, à 64 blessés le 31 janvier, à 109 blessés le 10 février et à 110 blessés le 22 février.
Les photos satellites prises par Planet Labs montrent des dommages importants à la base aérienne d'Al Asad, où sont stationnés environ 1 500 soldats américains. Au moins cinq structures ont été endommagées lors de l'attaque, qui était apparemment suffisamment précise pour toucher des bâtiments individuels. David Schmerler, analyste au Middlebury Institute of International Studies de Monterey, qui a évalué les photos, déclare que les attaques semblent avoir frappé des bâtiments qui stockent des avions, tandis que les bâtiments utilisés pour le logement du personnel n'ont pas été touchés. Le secrétaire américain à la Défense, Mark Esper, déclare que les dégâts se limitaient à « des tentes, des voies de circulation, le parking, un hélicoptère endommagé, des choses comme ça, rien que je qualifierais de majeur ». Le président Trump annonce que les dégâts sont minimes,.
Le secrétaire général de l'Organisation des pays exportateurs de pétrole, Mohammed Barkindo, lors d'une conférence à Abu Dhabi, annonce la sécurisation des installations pétrolières irakiennes.
Il semble que l'Iran a délibérément évité des pertes lors de son opération,,, tout en envoyant un message de détermination fort au lendemain du meurtre de Soleimani par les forces américaines. Après inspection des dégâts, les responsables du Pentagone ont déclaré qu'ils pensaient que les missiles étaient destinés à tuer des Américains, mais qu'ils ont échoué en raison de mesures défensives des troupes américaines, ainsi que d'une alerte précoce des systèmes de sécurité.
En février 2021, soit un an après l'attaque iranienne, des témoignages de soldats américains présents dans la base lors de l'attaque décrivent la scène comme « un Hiroshima bis », ainsi que des adieux de certains soldats à leurs familles avant l'attaque et l'évacuation, certains décrivent également que « leurs missiles pouvaient toucher n'importe quelle cible ». Le major Robert Hales, docteur opérant dans la base Al Asad, décrit : « c'était la plus grosse attaque de missiles balistiques contre des Américains », nombre de soldats ont aussi eu des séquelles psychiatriques, de syndromes post-commotionnels, il rapporte que plus de 100 soldats présents lors de l'attaque ont souffert quelques jours après l'attaque de traumatismes crâniens, en raison des bunkers non adaptés à ce type d'attaque massive ainsi qu'aux missiles iraniens contenant chacun plusieurs têtes de plus de 450 kg chacune. Le général Frank McKenzie, présent au moment de l'attaque et ayant coordonné l'évacuation de la moitié des troupes présentes ainsi que des véhicules et de 51 aéronefs sur place, estime « que si l'évacuation n'avait pas eu lieu, 100 à 150 soldats seraient mortellement touchés ou blessés, et 20 à 30 aéronefs détruits ».

### Conséquences
La Federal Aviation Administration américaine publie un avertissement aux aviateurs interdisant aux exploitants américains de l'aviation civile d'opérer dans l'espace aérien au-dessus de l’Irak, de l'Iran et des eaux du golfe Persique et du golfe d'Oman. Singapore Airlines détourne ses vols aériens de l'espace aérien iranien à la suite des attaques.

## Réactions internationales

### États-Unis
Dans ses premiers commentaires publics sur l'attaque, le président américain Trump déclare sur Twitter que « tout va bien! ». Il ajoute que les évaluations des dommages étaient en cours et qu'il ferait une déclaration sur l'attaque le lendemain matin. Dans son annonce, le président Trump minimise l'impact des frappes aériennes et a annoncé de nouvelles sanctions contre l'Iran,.
Les membres démocrates et républicains du Sénat américain ont conseillé à l'administration Trump de ne pas aller dans l'escalade vis-à-vis de l'Iran. Le chef de la majorité au Sénat Mitch McConnell déclare : « je crois que le président veut éviter les conflits ou les pertes de vies inutiles, mais il est à juste titre prêt à protéger la vie et les intérêts américains et j'espère que les dirigeants iraniens ne se trompent pas en remettant en question notre volonté collective de lancer de nouvelles attaques ».
Dans une lettre aux Nations unies, les États-Unis écrivent qu'ils étaient prêts à prendre les nouvelles mesures nécessaires au Moyen-Orient pour garantir la sécurité du personnel américain, et ils sont également prêts à engager des négociations sérieuses avec l'Iran sans conditions préalables pour éviter la guerre.

### Iran
Le 8 janvier 2020, Ali Khamenei, le guide suprême de l'Iran, déclare que les actions militaires ne suffisaient pas et que la « présence corrompue » des États-Unis au Moyen-Orient devait cesser. Khameini a également décrit les frappes aériennes comme une « gifle au visage » aux États-Unis.
Après l'attaque, le ministre iranien des Affaires étrangères Mohammad Djavad Zarif déclare sur Twitter que « l'Iran a pris et conclu des mesures proportionnées de légitime défense en vertu de l'article 51 de la Charte des Nations Unies visant une base à partir de laquelle des attaques armées lâches contre nos citoyens et hauts fonctionnaires ont été lancées. Nous ne cherchons pas l'escalade ou la guerre, mais nous nous défendrons contre toute agression ».

### Union européenne
Les dirigeants de l'UE ont exhorté Trump, en public et en privé, à ne pas donner de réponse militaire aux attaques. Le Premier ministre britannique Boris Johnson dénonce les attaques de missiles iraniens contre des bases militaires américaines en Irak, exhortant Téhéran à éviter de nouvelles frappes « téméraires et dangereuses ».

### Irak
Peu de temps après l'annonce de Trump concernant l'attaque du 8 janvier, le religieux influent Moqtada al-Sadr exhorte ses partisans à ne mener aucune attaque contre des éléments américains en Irak.

### Autres pays
Le président turc Recep Tayyip Erdoğan déclare lors de l'inauguration du gazoduc TurkStream avec le président russe Poutine, que « personne n'a le droit de jeter toute la région, en particulier l'Irak, dans un nouveau feu pour juste pour ses propres intérêts ». Il a également déclaré que « la tension entre notre allié les États-Unis et notre voisin l'Iran a atteint un point que nous ne souhaitons pas du tout », tout en encourageant les efforts diplomatiques de la Turquie pour désamorcer la crise.
Le vice-ministre de la Défense de l'Arabie saoudite, le prince Khalid bin Salman, a déclaré que le Royaume se tiendrait aux côtés de l'Irak et ferait tout ce qui était en son pouvoir pour l'épargner du « danger de guerre et de conflit entre les parties extérieures ».